# Parco nazionale di Djebel Aissa
Il parco nazionale di Djebel Aissa è uno dei parchi nazionali algerini, che si trova nell'Atlante Sahariano nella Provincia di Naâma, vicino Aïn Séfra.

## Descrizione
Il parco è particolarmente importante per la preservazione dell'ecosistema degli altipiani occidentali, minacciati dalla siccità.
Al suo interno si trova anche il Monte Issa, il quarto monte per altezza dell'Algeria.

## Flora e fauna
Le piante più rappresentative del parco sono lo ziziphus, la pistacia, la juniperus phoenicea, il leccio, il ginepro rosso e il pino d'Aleppo.
Nel parco vivono poi diverse specie di mammiferi, come lepri, cinghiali, sciacalli, volpi, i mufloni africani e le gazzelle dorcade.